# جاو شاو شا
جاو شاو شا (بالصينية: 高小霞 1919–1998) كيميائية صينية وأكاديمية في الأكاديمية الصينية للعلوم، شغلت مناصب قيادية في جامعة بكين وفي الجمعية الكيميائية الصينية. كان لإسهاماتها في الكيمياء التحليلية –وخاصّةً تطوير تقنيات التحليل الميكروية في تخطيط الاستقطاب– دورٌ فعالٌ في دعم البحث والإنتاج للعناصر الأرضية النادرة.

## النشأة والتعليم
ولدت جاو في شاوشان، تشيجيانغ عام 1919. وفي عام 1941 تخرجت من جامعة جياو تونغ في شنغهاي بشهادة البكالوريوس في الكيمياء. كانت المرأة الوحيدة في صفها التي حصلت على الشهادة [2]عندما كانت طالبة كان مختبر الكيمياء يقع في معمل مهجور في الامتياز الفرنسي بسبب الحرب الصينية اليابانية الثانية. كانت جاو زميلة الكيميائي شو غونغشيان، الذي تزوجته عام 1946.
تجاوز كل من جاو وشو الامتحانات الوطنية للدراسة في الخارج عام 1946. سافر شو إلى الولايات المتحدة الأمريكية عام 1948 والتحق بكلية الدراسات العليا في جامعة واشنطن في سانت لويس وجامعة كولومبيا. وعمل كمدرس مساعد، مما مكن جاو من الانضمام إليه ودراسة الكيمياء التحليلية في جامعة نيويورك.
عملت جاو في جامعة نيويورك مع أنطون بنديتي بيكلر، «عبقري استثنائي» طوّر تقنيات التحليل الميكروي. حصلت جاو على شهادة الماجستير في الكيمياء التحليلية من جامعة نيويورك عام 1950  واستمرت في العمل للحصول على الدكتوراه.
في هذه الأثناء، أنتهت الحرب الأهلية الصينية بانتصار الحزب الشيوعي في عام 1949. واندلعت الحرب الكورية في يونيو 1950.و بعد فترة وجيزة، اقترحت الحكومة الأمريكية قانون لحظر الطلاب الصينيين من العودة إلى الصين. وبسبب خوفهم من عدم السماح لهم بالعودة إلى ديارهم إذا انتظروا حتى تحصل على شهادتها، تقدمت جاو وزوجها بطلب للحصول على تأشيرات قصيرة المدى إلى الصين. في 15 أبريل 1951 غادروا على متن جنرال غوردن، واحدة من آخر ثلاث سفن ركاب تغادر إلى الصين قبل الحظر.

## المهنة
بعد عودتها إلى الصين في مايو 1951، انضمت إلى قسم الكيمياء (الذي أصبح لاحقًا معهد الكيمياء التحليلية) بجامعة بكين. عملت كمحاضرة في البداية، ثم ترقّت إلى أستاذ مساعد وبرفيسور متفرغ، وعملت كمديرة للكيمياء التحليلية لثلاث فصول.
في عام 1966، بدأت الثورة الثقافية. وتعرّض العديد من الأكاديميين للاضطهاد والقتل. اتُهمت جاو وزوجها بالتجسس لصالح حكومة الكومينتانغ السابقة وأُرسلا إلى معسكر العمل عام 1969؛:8 اُطلق سراحهما وعادوا إلى جامعة بكين في عام 1972.
ركزت جاو على الأجهزة وتطويرالأدوات والأساليب في تخطيط الاستقطاب وتطبيقها لكشف العناصر الشحيحة (الزهيدة). كانت مهتمة كثيرًا بمجموعة المعادن البلاتينية والعناصر الأرضية النادرة. أدى عملها إلى فهم أكبر للانثانيدات والأكتينيدات.
 ساعد عملها في عملية فصل العناصر الأرضية النادرة، المقدمة من قبل زوجها،  التي قللت من وقت وكلفة استخراج هذه العناصر. وساعدت في تطوير أول محطة مراقبة في الصين لقياس تلوث الهواء.
كانت جاو ناشطة في الجمعية الكيميائية الصينية بين عامي 1978 و1990. وشغلت العديد من المناصب القيادية بما في ذلك مديرة لجنة العلوم المبسطة ونائبة مدير لجنة الكيمياء التحليلية. اُنتخبت للأكاديمية الصينية للعلوم عام 1980.
نشرت جاو عدة أبحاث وكتب، ومنها مدخل إلى كيمياء التحليل الكهربائي (1986) وكمياء الزراعة والتحليل الكهربائي للعناصر الأرضية النادرة (1997) وكان من طلابها أول صينيين يدافعان عن أطروحة الدكتوراه في الكيمياء في الصين وهما: تشانغ مان بينغ وجياو كوي.